# Hamid Derakhshan

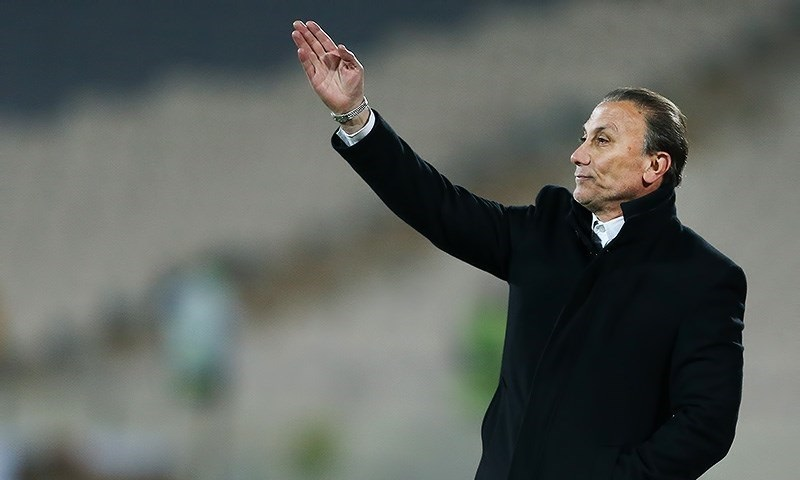
Derakhshan dirigiendo al Persepolis en la AFC Champions League ante el Lekhwiya.

Hamid Derakhshan (en persa: حمید درخشان‎; Teherán, Irán; 23 de enero de 1959) es un exfutbolista y entrenador de fútbol de Irán que jugaba en la posición de centrocampista.

## Carrera

### Club
| Periodo   | Club          |
| --------- | ------------- |
| 1977–1987 | Persepolis FC |
| 1987–1991 | Qatar SC      |
| 1991–1992 | Al-Sadd       |
| 1992–1994 | Persepolis FC |

### Selección nacional
Entre 1976 y 1977 jugó ocho partidos con la selección infantil. Con la selección absoluta jugó 41 partidos entre 1980 y 1993 anotando nueve goles, participando en dos ediciones de la Copa Asiática y dos ediciones de los Juegos Asiáticos.

### Entrenador
| Periodo   | Club                      |
| --------- | ------------------------- |
| 1994–1995 | Persepolis FC             |
| 1997      | Persepolis FC             |
| 2001–2002 | Irán U-17                 |
| 2004      | Sorkhpooshan Delvar Afzar |
| 2004      | Homa FC                   |
| 2009–2010 | Paykan FC                 |
| 2010–2011 | Shahrdari Tabriz FC       |
| 2011–2012 | Shahin Bushehr FC         |
| 2012–2013 | Damash Gilan FC           |
| 2014–2015 | Persepolis FC             |
| 2016      | Khoneh Be Khoneh          |
| 2017      | Naft Tehran FC            |
| 2021      | Naft Masjed Soleyman FC   |
| 2022      | Saipa FC                  |

## Logros

### Jugador
- Tehran Provincial League: 1983, 1985, 1987
- Asian Cup Winners' Cup: 1990

### Selección nacional
- Copa ECO: 1993